# Isabel Mota
Isabel Maria de Lucena e Vasconcelos da Cruz de Almeida Mota GOIH • GCIH • GCC (Lisboa, 15 de agosto de 1951) é uma gestora e política portuguesa. Foi a primeira mulher a exercer o cargo de presidente do Conselho de Administração da Fundação Calouste Gulbenkian, entre 2017 e 2022.

## Biografia
Filha de Virgílio Rodrigues da Cruz (Estarreja, Canelas, 22 de Fevereiro de 1920 - ?), Capitão da Marinha de Guerra, Comendador da Ordem Militar de Avis a 25 de Novembro de 1958, e de sua mulher Maria Helena Rosado de Lucena e Vasconcelos (? - 2 de Maio de 2008), prima-sobrinha-neta do 1.º Visconde de Almeida e Vasconcelos e trineta dum Italiano, e irmã de Carlos Manuel de Lucena e Vasconcelos da Cruz, Licenciado, Grande-Oficial da Ordem do Infante D. Henrique a 5 de Janeiro de 2006.
Licenciada em Economia e Finanças, foi assistente no Instituto Superior de Ciências Económicas e Financeiras da Universidade Técnica de Lisboa durante dois anos, desenvolvendo, em seguida, a sua carreira profissional na Administração Pública — foi subdiretora-geral do Gabinete para a Cooperação Económica Externa, assessora da Direcção-Geral do Tesouro do Ministério das Finanças e conselheira na Representação Permanente de Portugal junto da União Europeia, em Bruxelas. Foi responsável pela representação de Portugal em várias organizações multilaterais, como o Banco Mundial, o Banco Europeu de Investimentos, o Banco Africano de Desenvolvimento e o Banco Interamericano de Desenvolvimento. 
Além da sua vida profissional, Isabel Mota integrou os dois governos de maioria absoluta de Aníbal Cavaco Silva — o XI e XII governos constitucionais — como Secretária de Estado do Planeamento e do Desenvolvimento Regional, asssumindo responsabilidades nas negociações com a União Europeia dos fundos estruturais e de coesão para Portugal, entre 1987 e 1995. 
Em 1996 foi dirigir o Serviço de Orçamento, Planeamento e Controlo da Fundação Calouste Gulbenkian, passando a administradora desta instituição, em 1999. 
Fez parte do conselho geral da Telecel/Vodafone (2001-2003), da Comissão Estratégica dos Oceanos (2003-2004) e coordenou a elaboração da Estratégia Nacional para o Desenvolvimento Sustentável (2004). Foi conselheira do Conselho Económico e Social de Portugal (até 2016). 
É Membro não executivo do Conselho de Administração do Banco Santander-Totta desde julho de 2015.
A 7 de dezembro de 2016, foi eleita por unanimidade pelo Conselho de Administração Plenário da Fundação Calouste Gulbenkian para sua Presidente. Tomou posse em 3 de Maio de 2017, data em que terminou o mandato de Artur Santos Silva, tornando-se na primeira mulher a exercer este cargo na fundação. Cessou funções a 3 de maio de 2022, tendo sido sucedida por António M. Feijó.
Coordenou a Estratégia Nacional para o Desenvolvimento Sustentável, em 2004.

## Reconhecimento
Recebeu o Prémio Dona Antónia Ferreira para Mulher Empresária. 

### Condecorações[6]
- Grande-Oficial da Ordem do Infante D. Henrique de Portugal (8 de março de 2005)
- Grã-Cruz da Ordem do Infante D. Henrique de Portugal (2 de fevereiro de 2006)
- Grã-Cruz da Ordem Militar de Cristo de Portugal (5 de maio de 2022)

Foi feita Membro do Conselho das Ordens Nacionais a 9 de Junho de 2016. 

## Ligações Externas
- Curriculum Vitae